# Lista de episódios de Growing Up Fisher
Abaixo segue uma lista dos episódios da primeira e única temporada de Growing Up Fisher, uma série de televisão estadunidense que foi transmitida pela NBC, entre 23 de fevereiro e 11 de junho de 2014.
| N. | #  | Título                                                              | Diretor(es)          | Escritor(es)                     | Exibição original       | Audiência (em milhões) |
| -- | -- | ------------------------------------------------------------------- | -------------------- | -------------------------------- | ----------------------- | ---------------------- |
| 1  | 1  | "Pilot (Piloto)"                                                    | David Schwimmer      | DJ Nash                          | 23 de fevereiro de 2014 | 8.86                   |
| 2  | 2  | "Blind Man's Bluff (Blefe do Homem cego)"                           | Eric Appel           | Emily Cutler                     | 04 de Março de 2014     | 6.91                   |
| 3  | 3  | "The Date From Hell-Nado (A Data do Nado Infernal)"                 | Michael Patrick Jann | DJ Nash                          | 11 de março de 2014     | 6.33                   |
| 4  | 4  | "Trust Fall (Queda de Confiança)"                                   | Michael Patrick Jann | Mathew Harawitz                  | 18 de março de 2014     | 6.60                   |
| 5  | 5  | "Work With Me (Trabalhem comigo)"                                   | Eric Appel           | Laura Chinn                      | 25 de março de 2014     | 6.24                   |
| 6  | 6  | "Drug/Bust (Drogas/Seios)"                                          | Fred Savage          | Tucker Cawley                    | 01 de abril de 2014     | 5.96                   |
| 7  | 7  | "Katie You Can Drive My Car (Katie, você pode dirigir meu carro)"   | Linda Mendoza        | Adam Barr                        | 08 de Abril de 2014     | 5.54                   |
| 8  | 8  | "The Man With the Spider Tattoo (O homem com a tatuagem de aranha)" | Henry Chan           | Amelie Gillette & Spencer Sloan  | 15 de abril de 2014     | 5.89                   |
| 9  | 9  | "Desk/Job (Secretaria/Trabalho)"                                    | Eric Appel           | David Holden                     | 22 de Abril de 2014     | 5.83                   |
| 10 | 10 | "First Time's the Charm (A primeira vez é um charme)"               | Michael Blieden      | Emily Cutler & Giuseppe Graziano | 29 de Abril de 2014     | 5.59                   |
| 11 | 11 | "Secret Lives of Fishers (Vida secreta dos Pescadores)"             | Linda Mendoza        | Tucker Cawley & Laura Chinn      | 06 de maio de 2014      | 5.05                   |
| 12 | 12 | "Madi About You (É sobre você, Madi)"                               | ???                  | ???                              | 13 de maio de 2014      | 4.04                   |
| 13 | 13 | "Growing Up Fairbanks"                                              | ???                  | ???                              | 11 de junho de 2014     | 3.58                   |